# La Maison de La Vache qui rit
 (novembre 2022).
La Maison de La Vache qui rit est un lieu d'exposition situé à Lons-le-Saunier, appartenant à la marque La Vache qui rit.

## Historique
Le bâtiment se situe à Lons-le-Saunier (ville d'une des premières usines de fromage la Vache qui Rit). La maison (ouverte au public au printemps 2009) est fondée par la petite-fille de Léon Bel (Catherine Sauvin) et Bernard Hanet, l'agence d'architecture Reichen et Robert est à l'origine du bâtiment. La Maison de La Vache qui rit ouvre officiellement ses portes au printemps 2009.
L'espace d'exposition ferme temporairement pendant la pandémie de Covid-19. Elle rouvre le 19 mai 2021, ce qui coïncide avec le centenaire de la marque La Vache qui rit . à cette occasion, le Groupe Bel et la Maison de La Vache qui rit organisent une manifestation sportive parrainée par Laurent Jalabert, ancien coureur cycliste professionnel (septembre 2021), puis en mai 2022 et mai 2023.
La Maison de La Vache qui rit organise aussi un spectacle de son et lumière au Parc des Bains à Lons-le-Saunier ainsi qu'une fête foraine, comportant des animations sur le thème de l'écologie (ex. sensibilisation au tri des déchets), en septembre 2021,pour les cent ans de la marque.

## Description
La Maison de La Vache qui rit compte environ 20 000 objets (affiches, cartons et cadeaux publicitaires, étiquettes et boîtes du Groupe Bel) sur environ 2200 m². Elle a pour but de développer l'image de marque de la Vache qui rit.
Le site web de cet espace mentionne plusieurs parties de la visite, dont une est consacrée à l'historique, une autre à la fabrication.